# 会津絵ろうそくまつり
会津絵ろうそくまつり（あいづえろうそくまつり）は毎年2月上旬に2日間、福島県会津若松市の鶴ヶ城と御薬園を主な会場として行われる祭である。

## 概要
会津地方を代表する鶴ヶ城と御薬園を会場に会津伝統工芸品の会津絵ろうそくの普及を目的に2000年から開催され、「ゆきほたる」の愛称がある。市民が参加し福島の冬を代表するまつりとなっている。

## 歴史
- 第1回は2000年開催。
- 第10回は2009年2月13日、14日
- 第11回は2010年2月12日、13日
  - 絆の一文字がろうそくで描かれた。
- 第12回は2011年2月11日、12日
  - 保科正之公 生誕400年記念として角九曜紋をかたどった地上絵がろうそくで描かれた。
- 第13回は2012年2月10日、11日
  - 会津地方の伝統玩具起き上がり小法師をかたどった地上絵がろうそくで描かれた[2]。
- 第14回は、2013年2月8日、9日に開催された。[3]
  - 2013年1月6日より放送されているNHK大河ドラマの八重の桜にちなんだ桜の花びらの地上絵がろうそくで描かれた[4]。
- 第15回は2014年2月7日、8日
- 第16回は2015年2月13日、14日
- 第17回は、2016年2月11日、12日、13日
  - 市内各地にろうそく約１万５０００本が設置され、LEDのイルミネーションも飾られた[5]。

## 受賞歴
- 2005年度には雪センターから雪対策功労特別賞を受賞している[6]。

## リンク
- 会津若松観光物産協会インフォメーションセンター
- 会津青年会議所